# ان‌سی‌آی‌اس: نیواورلئان
ان‌سی‌آی‌اس: نیواورلئان (به انگلیسی: NCIS: New Orleans) یک مجموعه تلویزیونی انگلیسی آمریکایی در ژانر اکشن، جنایی، درام است. این مجموعه یک اسپین‌آف از مجموعه ان‌سی‌آی‌اس است.